# Мусульманське завоювання Леванту
Мусульманське завоювання Леванту, або Арабське завоювання Леванту — у 634–638 роках процес підкорення мусульманськими військами Арабського халіфату території Леванту (Палестини і Сирії), що належав християнській Візантійській імперії. Складова ісламського завоювання, важлива подія історії візантійсько-арабських воєн. Обороною візантійських земель керував імператор Іраклій, арабським нападом — халіфи Абу-Бакр і Умар. Головним полководцем і рушійною силою завойовників був Халід, прозваний «мечем Аллаха». Протягом 634 р. мусульмани завдали ряд поразок християнським військам у Південній Сирії. 635 р. вони захопили її, включно з Йорданією і Палестиною, за винятком Єрусалима. 636 р. араби вщент розгромили візантійське військо при Ярмуці, й у квітні 637 р. здобули Єрусалим. Протягом 637—638 рр. вони довершили захоплення Північної Сирії, після чого перенесли бойові дії на терени Кілікії та Анатолії. Внаслідок арабського завоювання Візантія назавжди втратила контроль над Левантом. Він лишався під мусульманським управлінням до кінця ХІ ст., до Першого хрестового походу. Внаслідок завоювання розпочалася ісламізація та арабізація населення Сирії і Палестини; відбулася докорінна зміна місцевого суспільства, що визначило цивілізаційне обличчя Леванту на наступні віки.

## Перебіг
- січень 634: битва при Фіразі (Месопотамія); перемога мусульман.
- 24 квітня 634: битва при Мардж-Рагіті; перемога мусульман.
- червень 634: битва при аль-Карьятайні (Сирія); перемога мусульман.
- літо 634: битва на Орлиному перевалі; перемога мусульман.
- червень — липень 634: битва при Босрі (Сирія); перемога мусульман.
- липень — серпень 634: битва при Аджнадайні (Сирія); перемога мусульман.
- 30 липня 634: битва при Якусі (Сирія); перемога мусульман.
- 19 серпня 634: битва при Мардж-аль-Саффарі (Сирія); перемога мусульман.
- 21 серпня — 19 вересня 634: облога Дамаску (Сирія); перемога мусульман.
- вересень 634: битва при Мардж-аль-Дебаї (Сирія); перемога мусульман.
- січень 635: битва при Фахлі (Йорданія); перемога мусульман.
- грудень 635 — березень 636: облога Емеси (Сирія); перемога мусульман.
- 15—20 серпня 636: битва при Ярмуці (Сирія), вирішальна перемога мусульман.
- листопад 636 — квітень 637: облога Єрусалима (Палестина); перемога мусульман.
- червень 637: битва при Хазірі (Сирія); перемога мусульман.
- серпень — жовтень 637: облога Алеппо (Сирія); перемога мусульман.
- жовтень 637: битва на Залізному мосту (Сирія); перемога мусульман.